# Francisco Sá (football)
Francisco Pedro Manuel Sá (dit Pancho) est un joueur de football argentin, né le 25 octobre 1945 à Las Lomitas (province de Formosa), ayant surtout occupé le poste d'arrière centre (plus rarement droit).
Il est le joueur ayant remporté le plus de Copa Libertadores, avec 6 victoires au total (pour 7 finales).

## Clubs
- Huracán de Corrientes : 1968
- CA River Plate : 1969-1970
- CA Independiente : 1971-1975
- CA Boca Juniors : 1976-1981 (194 matchs)
- CA Gimnasia y Esgrima : 1981-1982

## Palmarès
- Champion national d'Argentine en 1976 (Boca Juniors)
- Champion métropolitain d'Argentine en 1971 (Independiente), et 1976 et 1981 (Boca Juniors)
- Copa Libertadores en 1972, 1973, 1974 et 1975 (Independiente)
- Copa Libertadores en 1977 et 1978 (Boca Juniors)
- Coupe intercontinentale en  1973 (Independiente) et 1977 (Boca Juniors)
- Copa interamericana en 1972 et 1974 (Independiente)
- Finaliste de la coupe intercontinentale en 1972 (1 but) et 1974 (1er match) (Independiente)
- Finaliste de la Copa Libertadores en 1979 (Boca Juniors)
- Finaliste de la coupe interaméricaine en 1977 (Boca Juniors)

- Participation à la coupe du monde en 1974, en Allemagne (passe 1 tour)